# Dazzling Girl
Dazzling Girl é o quinto single japonês da boy band sul-coreana, Shinee, lançado em 10 de outubro de 2012. Este é o seu primeiro single japonês original depois de seus singles anteriores terem sido remakes de seus singles coreano. Foram o artista coreano mais vendido no Japão em outubro, com "Dazzling Girl".

## Antecedentes e lançamento
Este single foi lançado em três versões. A edição limitada tipo A vem com um DVD bônus com o vídeo da música, MV Making Sketch, cartões de fotos (11 folhas) e um cartão de negociação selecionada aleatoriamente a partir de seis tipos. Com embalagem saco de embreagem, a edição limitada tipo B vem com cartões de fotos (6 folhas), um cartão de negociação selecionada aleatoriamente a partir de 6 tipos e também possui um digipak e inclui a faixa bonus "Bodyguard (versão japonesa)" e a edição regular.
As imagens do teaser foram lançadas em 22 de agosto de 2012 começando com Taemin e terminou em 29 de agosto de 2012 com Onew. O vídeo teaser da música "Dazzling Girl", foi lançado através do canal no YouTube da EMI Music Japan em 12 de setembro de 2012 e a versão curta do vídeo foi lançada em 25 de setembro de 2012.
Em 3 de outubro de 2012 a EMI lançou "Dazzling Girl" através do iTunes Japan. Em 12 de novembro de 2012 de acordo com a Recording Industry Association of Japan (RIAJ), "Dazzling Girl" foi certificado com ouro por mais de 100 mil álbuns e ficou em segundo lugar no gráfico semanal da Oricon.

## Promoção
A pré-visualização de "Dazzling Girl", foi lançada em um comercial para "Jewelry Maki" em 31 de agosto de 2012. A canção foi escolhida para ser a música-tema do seriado japonês "Sukkiri!" e começou a ir ao ar com este tema a partir de 1 de outubro por um mês.
Em 12 de outubro de 2012 Shinee performou Dazzling Girl pela primeira vez ao vivo no programa japonesa "Happy Music". Shinee continuou a fazer aparições no "Happy Music" durante 4 semanas consecutivas. Eles também se apresentaram no "Hey! Hey! Hey! Music Champ" em 21 de outubro de 2012 e no "Music Japan" em 28 de outubro de 2012.

### Dazzling Girl Special Showcase
Shinee realizou o "Dazzling Girl Special Showcase" durante o período de 1 a 13 de novembro em 5 cidades no Japão sendo elas Fukuoka, Osaka, Tóquio, Nagoya e Sapporo com um total de 7 shows. Eles performaram suas novas canções "Dazzling Girl", "Run With Me" e seu single anterior "Sherlock". Neste showcase, eles introduziram o seu próximo single, "1000nen, Zutto Soba ni Ite...", bem como um vídeo teaser do PV e um preview para o DVD "Shinee World 2012".

#### Horário e local
| Data                                                   | Cidade  | País  | Local        |
| ------------------------------------------------------ | ------- | ----- | ------------ |
| 1 de novembro de 2012                                  | Fukuoka | Japão | Zepp Fukuoka |
| 2 de novembro de 2012 *1° show: 16:00 *2° show: 19:00  | Osaka   | Japão | Zepp Osaka   |
| 8 de novembro de 2012 *1° show: 16:00 *2° show: 19:00  | Tokyo   | Japão | Zepp Tokyo   |
| 12 de novembro de 2012 *1° show: 16:00 *2° show: 19:00 | Nagoya  | Japão | Zepp Nagoya  |
| 13 de novembro de 2012                                 | Sapporo | Japão | Zepp Sapporo |

## Vídeo musical
O conceito de o clipe é sobre os dois lados do espelho. No vídeo da música, os membros do Shinee dão ao principal personagem feminino do vídeo uma reforma para torná-la a "menina deslumbrante". Taemin cuida do make-up, Key é o estilista de moda, Minho faz o cabelo, Onew é o designer gráfico e Jonghyun é o fotógrafo. No final do vídeo, a garota aparece na sala que o Shinee estava anteriormente e os membros do Shinee sentados em um sofá abaixo do espelho, que é a forma da letra D.

## Lista de faixas
| N.º            | Título          | Letras           | Música                                                                                         | Duração |  |
| 1.             | "Dazzling Girl" | Sara Sakurai, Rx | Drew Ryan Scott, Robert "Rob A!" Allen, Justin Trugman, Jaakko Manninen, Walter Afanasieff, Rx | 3:32    |  |
| 2.             | "Run With Me"   | Kanata Okajima   | Peter Habib, Adam Nierow, Erika Nuri                                                           | 3:12    |  |
| Duração total: | Duração total:  | Duração total:   | Duração total:                                                                                 | 6:45    |  |

| CD (apenas a edição regular) |                                |         |  |
| N.º                          | Título                         | Duração |  |
| 3.                           | "Dazzling Girl" (Instrumental) | 3:32    |  |
| 4.                           | "Run With Me" (Instrumental)   | 3:12    |  |

| Edição limitada Type B |                                             |         |  |
| N.º                    | Título                                      | Duração |  |
| 3.                     | "Bodyguard" (Rearranged, versão em japonês) | 3:15    |  |

| DVD (edição limitada Type A) |                                                        |         |  |
| N.º                          | Título                                                 | Duração |  |
| 1.                           | "Dazzling Girl" (Music Video)                          | 4:12    |  |
| 2.                           | "Dazzling Girl" (Jacket & Music Video Shooting Sketch) | 15:32   |  |

## Desempenho nas paradas

### Oricon Chart
| Oricon Chart          | Posição | Vendas de estreia | Total de vendas |
| --------------------- | ------- | ----------------- | --------------- |
| Daily Singles Chart   | 2       | 55,543            | 110,548+        |
| Weekly Singles Chart  | 2       | 97,111            | 110,548+        |
| Monthly Singles Chart | 4       | 109,032           | 110,548+        |
| Yearly Singles Chart  | 71      | 110,230           | 110,548+        |

### Outros charts
| País   | Gráfico                                    | Melhores posições |
| ------ | ------------------------------------------ | ----------------- |
| Japão  | Recochoku "Chaku-Uta" daily singles        | 1                 |
| Japão  | Recochoku "Chaku-Uta" weekly singles       | 5                 |
| Japão  | Billboard Japan Adult Contemporary Airplay | 28                |
| Japão  | Billboard Japan Hot Top Airplay            | 8                 |
| Japão  | Billboard Japan Hot Singles Sales          | 2                 |
| Japão  | Billboard Japan Hot 100                    | 2                 |
| Taiwan | G-Music Asia Chart                         | 1                 |
| Taiwan | G-Music Combo Chart                        | 10                |

## Vendas e certificações
| Tabela                               | Quantidade      |
| ------------------------------------ | --------------- |
| Oricon physical sales                | 110,548+        |
| RIAJ physical shipping certification | Ouro (100,000+) |